# José Manuel Romay Beccaría
José Manuel Romay Beccaría (Betanzos, 18 de gener de 1934) és un polític, jurista i professor universitari espanyol, que fou Ministre de Sanitat i Consum i President del Consell d'Estat.

## Biografia
Va néixer el 18 de gener de 1934 a la ciutat gallega de Betanzos, població situada a la província de la Corunya. Va estudiar Dret a la Universitat de Santiago de Compostel·la, en la qual es llicencià el 1956. Després d'impartir classes de Dret Administratiu durant un any en aquesta universitat va preparar, a Madrid, les oposicions de Lletrat del Consell d'Estat, i hi va obtenir la plaça l'any 1959.
Entre 1966 i 1973 desenvolupà la seva activitat com a advocat.

## Activitat política
Vinculat a l'Opus Dei, el 1963 fou nomenat, sota la dictadura del General Franco, Secretari General de Sanitat, càrrec en el qual va romandre fins al 1966. Posteriorment l'any 1973 fou nomenat Director de l'Institut d'Estudis de l'Administració Local, i el 1974 fou nomenat Sotssecretari de Presidència, i el 1975 Sotssecretari de Governació.
A partir de la transició retornà a Galícia per esdevenir l'any 1982 la vicepresidència del primer govern de la Xunta de Galícia presidit per Xerardo Fernández Albor. Aquell mateix any fou escollit diputat al Congrés en les eleccions generals per la província de la Corunya a les llistes d'Aliança Popular, escó que repetiria en les eleccions generals de 1986, 1989 i 2000. L'any 1987 accedí a la presidència de la Diputació de la Corunya, en la qual va romandre fins al 1990, moment en el qual fou nomenat Conseller d'Agricultura, Ramaderia i Política Forestal del govern autonòmic gallec sota la presidència de Fernando Ignacio González Laxe. A l'any següent assumí la Conselleria de Sanitat, sota la presidència de Manuel Fraga Iribarne, i va romandre al càrrec fins al 1996.
Amb la victòria electoral del Partit Popular en les eleccions generals d'aquell any fou nomenat Ministre de Sanitat i Consum per part de José María Aznar. Ostentà la cartera ministerial fins a l'any 2000, moment en el qual retornà al Congrés com a diputat i presidí la Comissió de Justícia i Interior del Congrés.
El gener de 2003 renuncià al seu escó per ser nomenat president del Consell d'Estat, càrrec en el qual va romandre fins a la victòria electoral del PSOE en les eleccions generals de 2004. El 2010 va assumir la tresoreria del Partit Popular després de l'esclat del Cas Bárcenas. El 23 de març de 2012 fou nomenat, novament, president del Consell d'Estat, i va prendre possessió del càrrec el 3 de maig.